# Гаспар Санц
Гаспар Санц (шп. Gaspar Sanz; 1640 — 1710) је био шпански композитор и свештеник. Сматра се да је најазначајнији представник шпанског барока. Свирао је и компоновао за барокну гитару. Аутор је збирке композиција "Instrucción de música sobre la Guitarra Española". Његова музика је инспирисала Хоакина Раорига да напише нека од својих најзначајнијих дјела.